# 泰米尔人
泰米爾人是达罗毗荼人种族群，為南亞印度民族之一。主要分布在印度的泰米爾納德邦、朋迪治里、安得拉邦和喀拉拉邦，以及斯里蘭卡的東部和北部地區。印度僑民中，亦有為數不少泰米爾人。在马来西亚、新加坡、斐济、毛里求斯、南非、澳洲、香港、缅甸、印尼和泰国也有分佈。

## 民族分佈、人口與語言

### 民族分布

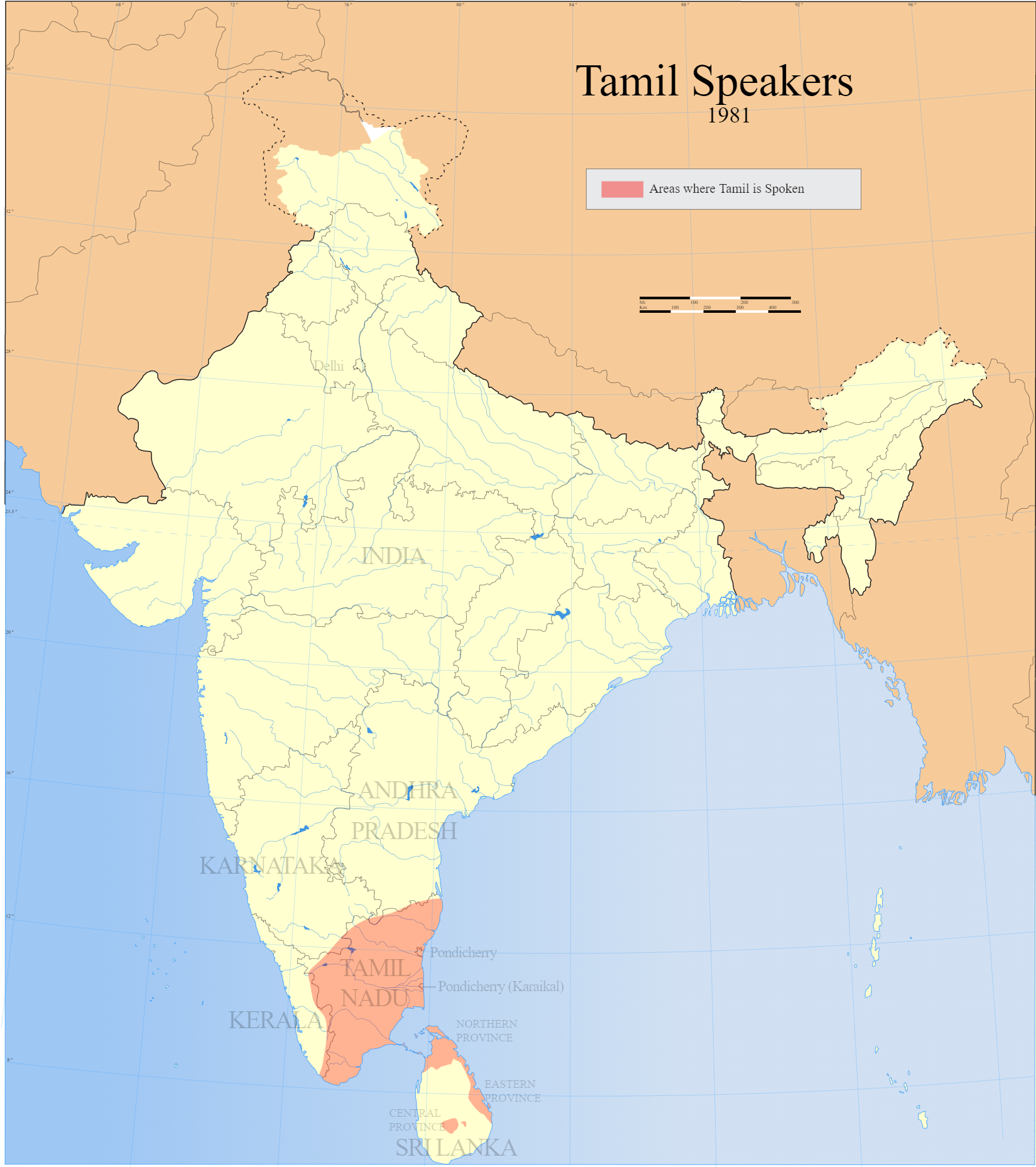
坦米爾族分佈

泰米爾人主要分佈在印度南部的坦米爾納德邦、安得拉邦、喀拉拉邦，以及斯里蘭卡的東部和北部地區。

### 人口
坦米爾人總人口數大約為7400萬
主要分布人數統計：
- 印度 62,110,000人
- 斯里蘭卡 3,000,000人
- 马来西亚 1,800,000人
- 新加坡 250,000人
- 斐济 80,000人
- 香港  3,000人[2]

### 語言
主要使用語言為坦米爾語（தமிழ்），屬達羅毗荼語系南部語族，是達羅毗荼語系最重要的語言。坦米爾語在公元前300～前100年間已經形成了自己的文學語言，並採取了南婆羅米文字，現代坦米爾文即由此發展而來。

## 地理環境
坦米爾族的主要分布地為斯里蘭卡、印度南部，此地接近赤道，因此氣候多為熱帶季風，唯斯里蘭卡南部有熱帶雨林，自然礦物以高品質的石墨、寶石最為知名，植被多熱帶常綠林，土壤主要為磚紅壤，乾燥地帶則為半常綠林，土壤為棕紅壤。

## 歷史沿革

### 印度

#### 史前時期
坦米爾人蹤跡可以回溯至西元前1500年的坦米爾納德邦，從當地的考古遺址可以發現當時坦米爾人對於喪禮的描述。

#### 古典時期
古典時期的坦米爾人有三個君主邦聯，由國王、郡主所管理，在國王、郡主下設有氏族首領，而國王和郡主常常因為財產與領土發生爭執。皇室得財產是由社會聲望的累積而形成，並非君權神授的概念。
古典時期於西元四世紀左右因北方的喀拉拉邦的入侵而滅亡，喀拉拉邦被稱為惡魔之王 ，因此古典時期也被稱為坦米爾民族的黑暗時期。

#### 帝國與後帝國時期
在坦米爾歷史上的相關文獻可以發現三個朝代—朱羅、潘迪雅、哲羅， 這三個王朝皆是以印度教為主。在孔雀國瓦解之後，坦米爾國即和薩達瓦哈納王朝結盟。

### 斯里蘭卡

#### 史前時期
斯里蘭卡的土著維達人與南印度的部落民族有種族上的相關性。地理上大約是今日印度南部坦米爾納德邦和斯里蘭卡東北部，考古學家發現南印度和斯里蘭卡的埋葬習俗有許多相似之處。

#### 歷史時期
考古學家在斯里蘭卡發現，西元一、二世紀時，存在於南印度的紅黑色陶製藝術品碎片。坦米爾人於西元前的文字創作在波納加里島北部的考古中被發現，裡面有幾個銘文，其中包括一個名叫維拉的名字，一個與古代坦米爾國家相關的名字—坦米爾·布拉米（Tilam Brahmi），刻有坦米爾文字的陶器也在塔桑馬拉罕島的南部考古中發現。

#### 中世
在西元九、十世紀時，潘奇雅王朝、克拉王朝分別入侵斯里蘭卡，而這兩個王朝於斯里蘭卡的紛爭也到了十一世紀中葉才結束。十一至十二世紀初期，遮婁其王朝國王維克拉瑪迪亞六世的統治期間，西部的遮婁其王朝令人信服地擊敗了克拉多次，削弱了他們的帝國。十二世紀印度南部的克拉王朝日益衰弱，也導致政權逐漸轉移至日益強盛的曷薩拉帝國。曷薩拉王朝在1225年左右，於坦米爾納德邦擴大了立足點，使得Kannanur Kuppam市在Srirangam附近成為省會首府，控制著南印度的政治，並在印度南部開始了一段曷薩拉霸權。Hoysala Vira Narasimha 二世的兒子Vira Someshwara從潘迪亞斯和克拉獲得了象徵榮譽的稱號Mamadi， Hoysala的影響逐漸蔓延到潘迪亞王國。
1215年，隨著潘迪亞王朝的入侵，坦米爾人主導的阿里亞·查卡拉瓦西王朝在賈夫納半島和斯里蘭卡北部部分地區建立了獨立的賈夫納王國。阿拉貢科拉拉（Alagakkonara），來自坦米爾納德邦甘吉布蘭的商人家族，他是僧伽羅國王帕拉克拉馬巴胡五世的首席部長，成功阻止了南部的阿里亞·查卡拉瓦蒂（Arya Chakaravarthi）的擴張。阿拉貢科拉拉的後裔維拉·阿拉克什瓦拉（Vira Alakeshwara）後來成為僧伽羅人的國王，但他在1409年被鄭和推翻。Arya Chakaravarthi王朝統治了斯里蘭卡東北部的大部分地區，直到葡萄牙帝國在1619年征服了賈夫納王國；斯里蘭卡的沿海地區被荷蘭人接管，然後在1796年成為大英帝國的一部分。
在17世紀歐洲各國抵達後，泰米爾人的獨立生活區域大致固定在斯里蘭卡半島東北部地區。大多數僧伽羅人的種姓結構自西元13世紀以來也融合了來自南印度的坦米爾移民，這導致了三個新的僧伽人種族群體的出現：薩拉加加，杜拉瓦和卡拉瓦，印度移民與同化持續到18世紀。

## 社會、家庭與婚姻

### 社會
與其他社會相比，坦米爾社會對小孩更友善，他們希望小孩能夠穩定安好地成長，給予的壓力較輕；在坦米爾的傳統文學與神話中即可看到大量跟兒童有關的形象，顯示出兒童在坦米爾社會中的重要性。在幼兒時期，坦米爾族長輩注重身教，在此時期他們會包容幼兒所犯的無心之過，並重視幼兒的情緒表達與肢體語言；到了求學階段，父親便會對犯錯的孩子扭耳朵、拍打身體。女孩被灌輸盡其所能相夫教子的觀念，男孩則開始幫助農忙、遛養動物。由於現今的村莊大多有中小學，因此坦米爾人的識字率大幅提升。

### 婚姻
坦米爾族的婚姻通常都是經由長輩安排，女性由姊姊，男性由兄長；女性通常於其月經初潮時結婚，男性則會在二十歲之後結婚。婚禮則由婆羅門祭司或種姓祭司在新娘家中舉行，女方負責婚禮的花費並準備嫁妝。現今，在受教育的階層之中，為了符合男方的教育背景與婚姻為女方家庭帶來的利益，嫁妝的價值相較於以往增加許多。
坦米爾社會認為結婚是相當嚴格的宗教儀式，因此離婚在坦米爾社會中較高級的種姓中相當困難，但若在其種姓祭司沒有嚴格規定的情況下，分居、和新對象同居則是被允許的。另外，除了在低階種姓之外，寡婦再婚是不被允許的。

### 家庭
坦米爾家庭為一夫多妻制，坦米爾社會中較偏好核心家庭，一般的家戶大約有五到六個人，而有足夠財產的老人，在坦米爾社會中獨居的情形是相當常見的。大部分在社會中具有影響力的家庭擁有僕人甚至是奴隸家庭。當家庭中的男人到外地工作時，這些奴隸族負責照顧男主人的妻子、孩子們，因此，坦米爾社會中較不會有嚴重的男女比律失衡問題，但也意味著經過都市化的坦米爾家庭對於其原始傳統的式微。

## 產業與生活

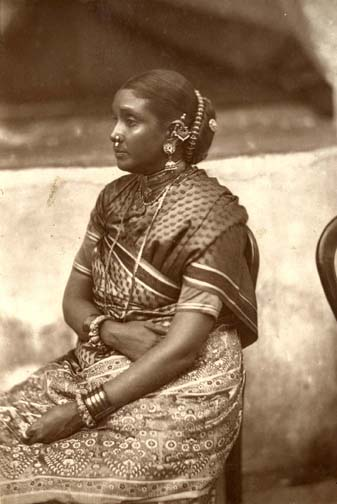
身著傳統服飾的坦米爾婦人

坦米爾人於航海和醫學较其他印度人比均有很高成就，經濟因地而異。
坦米爾族人以大米為主食，喜吃辛辣味食物、椰油和葷食，飲咖啡。盛行姑舅表婚，山區仍保有搶親習俗。人死後以火葬為主。坦米爾男人通常只纏一條兩公尺長的圍褲，有的還披一條小布單或穿一件無領長袖绸衫；婦女喜歡穿戴金銀花邊的纱麗。

### 坦米爾飲食
坦米爾族的飲食大致可分為素食與非素食，種姓屬婆羅門的人多為素食者。和大多數亞洲國家一樣，主食為稻米，因此稻米在坦米爾文化中非常重要；坦米爾人是第一批種植稻米的人，而西方語言中的「稻米」一詞可能起源於坦米爾語“Arisi” 。傳統上，坦米爾人坐在地板上用餐，食物則盛於香蕉葉上，用右手吃飯。
坦米爾菜餚諸如多薩、蒸米漿糕、瓦達、桑巴湯、印度蘸醬（chutney），而在斯里蘭卡的坦米爾料理會有椰子的元素，Rasam代表了坦米爾菜的湯。斯里蘭卡與南印度的坦米爾菜餚不同；最有名的斯里蘭卡坦米爾菜餚是Kottu roti，在當地餐館或當地人家皆相當常見。

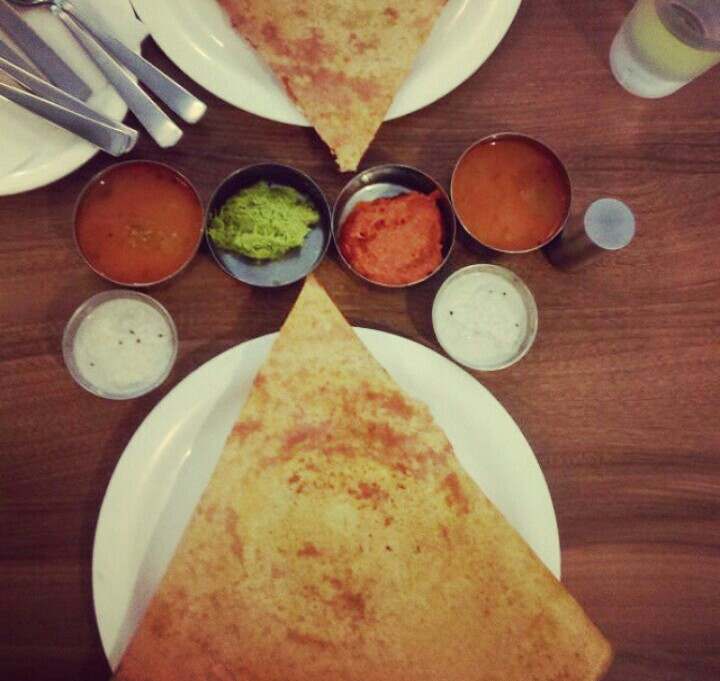
餅皮狀的是多薩，配有桑巴湯和Chutnies

## 信仰與習俗

### 信仰
印度的坦米爾地區為傳統的印度教中心，坦米爾人信奉一神的守貞專奉派（bhakti）在印度教内一直占有重要地位，此種拜神方式最早可見於公元6世纪文獻中。在公元初年，佛教和耆那教曾在坦米爾居民中廣泛流行，這些宗教的文獻要比坦米爾地區印度教守貞專奉派的文獻更早。
雖然坦米爾人多數信奉印度教，他們之中也不乏基督徒、穆斯林、耆那教徒。在近代，坦米爾地區也曾是達羅毗荼運動的策劃基地，運動的宗旨要求在坦米爾文化、語言及文學作品中清除梵语及婆羅門的影響。

### 節日
坦米爾人主要的傳統、節日是「蓬加爾節」，是一個在元月慶祝豐收的節日，宴席、音樂和舞蹈是這個節日的重點。另一個節日「泰普桑節」是在一、二月份於坦賈吾爾和帕拉尼歡慶，要舉行沐浴儀式。在欽耐的「阿魯巴蒂穆巴爾節」上，舉行大神濕婆的63名聖徒的游行活動。

## 文學與藝術
坦米爾人長於建築、青銅雕塑，以及表演古典舞蹈和民間戲劇，對印度南部、斯里蘭卡北部及東南亞文化的發展起過重要作用。 

### 文學
坦米爾文學歷史十分久遠，而它也被印度政府視為是一種古典文學，他的內容種類十分豐富，包括抒情詩、蘊含倫理哲學的哲理詩等等，而當代對於坦米爾文學也有不同語言的評論。坦米爾文學於當代的意義代表著南亞地區歷史悠久的俗文學。

### 建築與繪畫

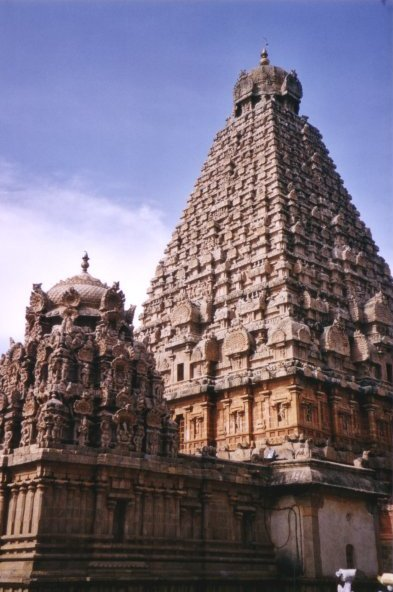
布里哈迪希瓦拉神廟

坦米爾人大部分的建築都和宗教有關，並以印度教為核心，而宗教元素只是用來表達他們的宇宙觀。坦米爾人藝術成就中最重要的就是Tanjore繪畫，起緣於九世紀的坦賈吾爾Tanjavur，以布為基底，用顏料染上圖案後以氧化鋅包覆，然後用珍貴的寶石點綴，常用來裝飾廟宇的牆，最有名的例子為坦賈吾爾的布里哈迪希瓦拉神廟。坦米爾人的雕塑從寺廟裡優雅的石雕到做工細緻的銅像都有。
不同於西方藝術，坦米爾藝術家是以理念型塑他們選擇的材料，並非以材料形塑理念；因此，常常可以看到原本適合於金屬上的藝術是以石頭的形式出現。

## 現況

### 斯里蘭卡的內戰問題

#### 起源
信仰佛教的僧伽羅人和坦米爾人因為宗教、語言的不同，加上歷史脈絡的演進所形成。由坦米爾人於斯里蘭卡所組成的坦米爾猛虎組織成員多為斯里蘭卡北部的坦米爾人，他們是南印度泰米爾移民的後代，主要隨著南印度古坦米爾王朝的南侵而遷徙至當地，並從南印度大量引進階級較低的坦米爾人成為勞工，使坦米爾人在斯里蘭卡的總人口中約佔十分之一。坦米爾人的大量移入，對於斯里蘭卡當地的僧迦羅人來說感覺備受威脅，且兩者各自擁有不同文化背景，逐漸形成南北對立。

#### 英國治理時期
英國治理斯里蘭卡時採行「分而治之」的殖民策略，為了制衡佔斯里蘭卡大多數人口的僧迦羅人，除了大量引進南印度的坦米爾人之外，也特意培養其成為政府官員等菁英知識份子，讓坦米爾人在教育、就業等方面享受較多資源，成為協助英國管理斯里蘭卡的幫手。

#### 獨立之後
斯里蘭卡脫離英國殖民而獨立後，長期受到資源剝奪和政治壓制的僧迦羅人終於掌握國家權力，並於1940年代末期，開始訂定一連串以僧迦羅人為主的法律，例如：《僧迦羅優勢法》將僧迦羅語列為唯一的官方語言，且依種族比例決定錄取進入高等院校的人數，提高坦米爾人接受高等教育的限制，這些報復性強烈的政策，實施效果無異於種族屠殺，使得種族對立的情形越來越嚴重。
一開始，高知識的坦米爾人以溫和的議會路線爭取自治，但一直未見成效；直到1970年代初期，一些忍無可忍的青年組成了激進的反抗團體，進行抗爭運動，僧迦羅人掌權的政府實行鎮壓制止暴亂，引起更多坦米爾人不滿，遂而轉向獨立建國，坦米爾猛虎組織也在此時成立，開始進行游擊、暗殺等武裝攻擊。2009年，坦米爾猛虎組織被斯里蘭卡政府軍殲滅，領導者普拉巴卡蘭死亡，內戰結束。

#### 內戰結束至今
自內戰結束以來，對於坦米爾人聚居的東北部，斯里蘭卡政府較內戰前投入了較多資源，促進經濟發展；但軍隊在當地依舊強勢地控制許多行政機構，強拆坦米爾土地，強暴坦米爾婦孺，暗殺坦米爾男子，壓制坦米爾群聚活動。因此許多坦米爾人民收入微薄，只能在難民營裡生活；為了逃離系統性種族屠殺，許多坦米爾人散居於國外各地。截至目前為止，斯里蘭卡當權者都否認其實施的政策有構成種族屠殺，且拒絕提出明確的政策來處理該問題。